# Federazione di hockey su ghiaccio del Lussemburgo
La Federazione lussemburghese di hockey su ghiaccio (fra. Fédération Luxembourgeoise de Hockey sur Glace, FLHG) è un'organizzazione fondata nel 1912 per governare la pratica dell'hockey su ghiaccio in Lussemburgo.
Ha aderito all'International Ice Hockey Federation il 23 marzo 1912.